# Big Spring (Texas)
Big Spring ist die Bezirkshauptstadt (County Seat) des Howard County im US-Bundesstaat Texas in den Vereinigten Staaten. Das U.S. Census Bureau hat bei der Volkszählung 2020 eine Einwohnerzahl von 26.144 ermittelt.

## Geographie
Die Stadt liegt im mittleren Westen von Texas, etwa 100 Kilometer von New Mexico entfernt, an der Kreuzung des U.S. Highways 87 und der Interstate 20 und liegt etwa auf halber Strecke zwischen Dallas und El Paso. Sie hat eine Gesamtfläche von 49,7 km², davon 0,2 km² Wasserfläche.

## Geschichte
Benannt wurde die Stadt nach der Quelle Big Spring in West-Texas. Als 1882 das Howard County gegründet wurde, wählte man Big Spring als Sitz der County-Verwaltung und im gleichen Jahr wurde das erste Postbüro eröffnet. 1884 hatte die Stadt bereits 1200 Einwohner, sechs Saloons, vier Gemischtwarenläden und eine wöchentlich erscheinende Zeitschrift, den Pantagraph. 1890 gab es mehrere Privatschulen und 1898 wurde die erste öffentliche Schule eröffnet. 1905 wurde ein Opernhaus eröffnet und 1914 hatte die Stadt ein Hotel, drei Banken und fünf Kirchen verschiedener Konfessionen. 1926 wurde das erste Erdöl in der Region gefunden, was der Stadt einen erneuten Wachstumsschub bescherte.

## Demographie
Das durchschnittliche Einkommen eines Haushalts liegt bei 28.257 USD, das durchschnittliche Einkommen einer Familie bei 35.448 USD. Männer haben ein durchschnittliches Einkommen von 27.636 USD gegenüber den Frauen mit durchschnittlich 21.863 USD. Das Pro-Kopf-Einkommen liegt bei 14.119 USD. 22,2 % der Einwohner und 17,1 % der Familien leben unterhalb der Armutsgrenze.
23,6 % der Einwohner sind unter 18 Jahre alt und auf 100 Frauen ab 18 Jahren und darüber kommen statistisch 132,3 Männer. Das Durchschnittsalter beträgt 35 Jahre. (Stand: 2000).

## Persönlichkeiten

### Söhne und Töchter der Stadt
- Dave O’Brien (1912–1969), Schauspieler, Drehbuchautor und Regisseur
- J. J. Pickle (1913–2005), Politiker
- Nellie Gray (1924–2012), Abtreibungsgegnerin, Gründerin des March for Life
- Betty Buckley (* 1947), Schauspielerin und Sängerin
- Mike Christie (1949–2019), Eishockeyspieler
- Rose Magers (* 1960), Volleyballspielerin

### Persönlichkeiten mit Bezug zur Stadt
- Ryan Tannehill (* 1988), American-Football-Spieler; besuchte die Big Spring High School